# Котельниковский сельсовет (Курская область)
Котельниковский сельсовет — сельское поселение в Обоянском районе Курской области Российской Федерации.
Административный центр — село Котельниково.

## История
Статус и границы сельского поселения установлены Законом Курской области от 21 октября 2004 года № 48-ЗКО «О муниципальных образованиях Курской области»

## Население
| 2002  | 2010  | 2012  | 2013  | 2014  | 2015  | 2016  |
| ----- | ----- | ----- | ----- | ----- | ----- | ----- |
| 875   | ↗1629 | ↘1545 | ↘1500 | ↗1621 | ↗1663 | ↗1684 |
| 2017  | 2018  | 2019  | 2020  | 2021  |       |       |
| ↘1645 | ↘1630 | ↘1613 | ↗1616 | ↘1561 |       |       |

## Состав сельского поселения
| №  | Населённый пункт | Тип населённого пункта       | Население |
| -- | ---------------- | ---------------------------- | --------- |
| 1  | Бекет            | хутор                        | ↘1        |
| 2  | Версковое        | хутор                        | ↘9        |
| 3  | Гремячка         | деревня                      | ↘67       |
| 4  | Дрозды           | хутор                        | ↘181      |
| 5  | Задолженский     | хутор                        | ↘0        |
| 6  | Ильиновский      | хутор                        | ↘3        |
| 7  | Котельниково     | село, административный центр | ↘465      |
| 8  | Крючок           | хутор                        | ↘3        |
| 9  | Малые Крюки      | село                         | ↘393      |
| 10 | Полукотельниково | село                         | ↘276      |
| 11 | Потопахино       | деревня                      | ↘222      |
| 12 | Сергеевский      | хутор                        | ↘5        |
| 13 | Точилина Пасека  | хутор                        | ↘4        |
| 14 | Успеновка        | хутор                        | ↘0        |